# 源隆
源 隆（みなもと の たかし）とは、『将門記』に前常陸大掾源護の次男として登場する人物。

## 概説
『将門記』によると、承平5年（935年）の2月のある日、兄の扶と弟の繁と共に平将門が平真樹邸から帰る際野本で待ち伏せし、襲撃するが将門に返り討ちにされ、兄弟と共に討ち死にしたとされる。

## 系譜
- 父:源護
- 母:不詳
- 妻:不詳
- 子:不詳

## 登場作品
- 『風と雲と虹と』(1976年、NHK大河ドラマ、演：神太郎)